# Biserica Cuvioasa Paraschiva din Poiana Ampoiului
Biserica Cuvioasa Paraschiva din Poiana Ampoiului este un monument istoric aflat pe teritoriul satului Poiana Ampoiului, comuna Meteș. În Repertoriul Arheologic Național, monumentul apare cu codul 5648.01.